# Gertrud Alexander
Gertrud Alexander u. a. auch: GGL Alexander oder Gertrud G. L. Alexander oder Gertrude Alexander, (* 7. Januar 1882 in Ruhla als Gertrud Mathilde Bertha Gaudin; † 22. März 1967 in Moskau) war eine deutsch-sowjetische Kommunistin und Politikerin sowie Autorin, Publizistin und Kunstkritikerin.

## Leben und Werdegang
Gertrud Gaudin wurde als Tochter eines Arztes im thüringischen Ruhla geboren. Sie studierte an der Universität in Jena, anschließend an der Kunsthochschule in Eisenach und an der Königlichen Akademie der Künste in Berlin. Um ihr Studium zu finanzieren, arbeitete sie als Zeichenlehrerin. Bis 1908 Zeichenlehrerin im höheren Schuldienst.
1902 lernte sie Eduard Ludwig Alexander (1881–1945) kennen, der damals Jura studierte und später u. a. ab 1911 in Berlin als Rechtsanwalt tätig wurde. 1908 heirateten Gertrud Gaudin und Eduard Ludwig Alexander in Berlin, sie hatte zwei Kinder, ihr ältester Sohn Karl wurde 1912 geboren; die Ehe wurde in den 1920er-Jahren geschieden.
Sie machte 1907 Bekanntschaft mit Clara Zetkin und begann mit ersten publizistischen Arbeiten für die sozialdemokratische Presse; unter anderem schrieb sie 1909 die Artikelserie Die Prometheussage für die Frauenzeitschrift Die Gleichheit. Als verheiratete Gertrud Alexander wurde sie Mitglied der SPD. Während des Ersten Weltkriegs arbeitete sie illegal für den von ihrem Mann 1917 mitgegründeten Spartakusbund. 1919 wurde sie wie ihr Mann Mitglied der KPD, sie leitete innerhalb der Agitprop-Abteilung der Partei die Kulturarbeit und war für das Feuilleton der Parteizeitung Die Rote Fahne verantwortlich. Zwischen 1920 und 1925 erschienen von ihr rund 160 Beiträge; sie galt in dieser Zeit als die bedeutendste Kunst- und Kulturkritikerin der KPD. Sie vertrat in der Kunstlump-Debatte ihre Meinung deutlich gegen John Heartfield und George Grosz, ihre Ablehnung der dadaistischen Kunstfeindschaft wird auch in ihrer Besprechung der Premiere des Ersten Proletarischen Theater Berlins (Erwin Piscator) Ende 1920 deutlich.
Sie publizierte meist unter den Pseudonymen „GGL Alexander“ oder „Gertrud G. L. Alexander“ (alias „Gertrud Gaudin Ludwig Alexander“), auch als G.G.L. G.G.(G.) Ludwig, Gertruda Alexander, A.L. g.g.g. Fr. Jerome Teilweise werden ihre Schriften auch unter „Gertrude Alexander“ archiviert bzw. gelistet.

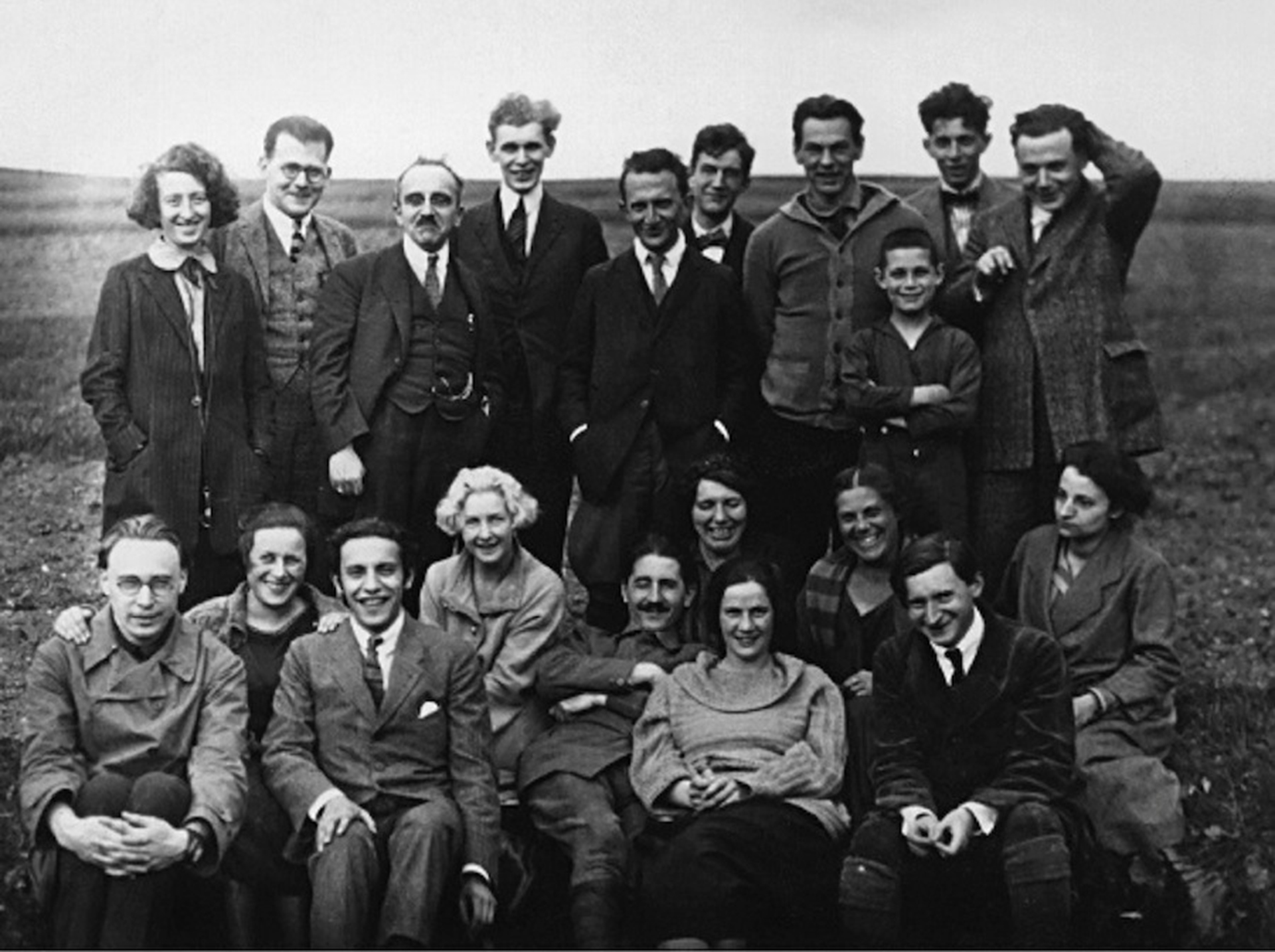
Mai 1923 in Geraberg/Thüringen: Gertrud Alexander (sitzend ganz rechts) auf der Marxistischen Arbeitswoche

Gertrud Alexander erarbeitete 1923 gemeinsam mit Hermann Duncker und Karl August Wittfogel das „kulturpolitische Notprogramm der KPD“. Sie nahm mit Mann und Sohn Karl an der Marxistischen Arbeitswoche zur Vorbereitung des Frankfurter Instituts für Sozialforschung teil. Im Dezember 1925 übersiedelte sie in die Sowjetunion und kam nach Moskau, wo sie in das Frauensekretariat der Komintern aufgenommen wurde. 1926 wurde sie Mitglied der KPdSU und war von 1931 bis 1939 als Bevollmächtigte von der Hauptverwaltung für Literatur (Gawlit) sowie als politische Redakteurin an der Moskauer Staatlichen Zentralbibliothek und der Leninbibliothek.
Während der Stalinschen Säuberungen wurde sie 1937 für kurze Zeit in Haft genommen sowie von 1939 bis 1944 evakuiert. Nach 1945 arbeitete sie als freiberufliche Übersetzerin und Redakteurin für das Sowjetische Informationsbüro und die Zeitschrift Sowjetliteratur.
Gertrud Alexander starb im Alter von 85 Jahren in Moskau.

## Veröffentlichungen (Auswahl)
- An der Kulturfront (Erinnerungen). In: Beiträge zur Geschichte der Arbeiterbewegung. Jg. 22, Nr. 5, 1981, S. 714ff.
- Ugroza vojny i rabotnicy zapada. Gosudarstvennoe Izdatel’stvo, Moskva 1929. (russisch)
- Mobilisierung der Frauen. Die imperialistische Kriegsgefahr und die Frauen. Hoym, Hamburg 1928.
- Aus Clara Zetkins Leben und Werk. Vereinigung Internat. Verlag-Anstalt, Berlin 1927.
- Kämpfende Frauen. (=  Historisch-materialistische Studien. 1). Neuer Dt. Verlag, Berlin 1924.
- Der Wiederaufbau Rußlands muß durch das internationale Proletariat gefördert werden. (= Arbeiterhilfe und Sowjetrußland. 2). Berlin/Leipzig 1922.

### Aus derRoten Fahne
- Literaturbesprechung. In: Die Rote Fahne. 4, Nr. 264, 13. Juni und Nr. 265, 14. Juni, 1921. Fähnders/Rector, Nr. 10, S. 96–100.
- Zur Frage der Kritik bürgerlicher Kunst. In: Die Rote Fahne. 4, Nr. 4, 4. Januar, 1921. F/R, Nr. 9, S. 95f.
- Mit einem Kommentar von Julian Gumperz, Proletarisches Theater und "Gegner". In: Die Rote Fahne. 3, Nr. 213, 21. Oktober, 1920. F/R, Nr. 42 und Nr. 43, S. 211–213.
- Proletarisches Theater. In: Die Rote Fahne. 3, Nr. 210, 17. Oktober, 1020. F/R, Nr. 41, 208–211.
- Dada. In: Die Rote Fahne. 3, Nr. 139, 25. Juli, 1920. F/R, Nr. 11, 100–102.
- Kunst, Vandalismus und Proletariat. Erwiederung. In: Die Rote Fahne. 3, Nr. 111, 23. Juni, und Nr. 112, 24. Juni, 1920. F/R, Nr. 4, S. 60–65.
- Herrn John Heartfield und George Grosz. In: Die Rote Fahne. 3, Nr. 99, 9. Juni, 1920. F/R Nr. 2, S. 55–57.[9]